# Canton de Marseille-12
Le canton de Marseille-12 est une circonscription électorale française du département des Bouches-du-Rhône créée par le décret du 27 février 2014 et entrée en vigueur lors des élections départementales de 2015.

## Histoire
Un nouveau découpage territorial des Bouches-du-Rhône entre en vigueur à l'occasion des élections départementales de mars 2015, défini par le décret du 27 février 2014, en application des lois du 17 mai 2013 (loi organique 2013-402 et loi 2013-403). Les conseillers départementaux sont, à compter de ces élections, élus au scrutin majoritaire binominal mixte. Les électeurs de chaque canton élisent au Conseil départemental, nouvelle appellation du Conseil général, deux membres de sexe différent, qui se présentent en binôme de candidats. Les conseillers départementaux sont élus pour 6 ans au scrutin binominal majoritaire à deux tours, l'accès au second tour nécessitant 10 % des inscrits au 1er tour. En outre la totalité des conseillers départementaux est renouvelée. Ce nouveau mode de scrutin nécessite un redécoupage des cantons dont le nombre est divisé par deux avec arrondi à l'unité impaire supérieure si ce nombre n'est pas entier impair, assorti de conditions de seuils minimaux. Dans les Bouches-du-Rhône, le nombre de cantons passe ainsi de 57 à 29.
Le canton est entièrement inclus dans l'arrondissement de Marseille. Le bureau centralisateur est situé à Marseille.

## Représentation
| Période élective | Période élective | Mandat | Mandat   | Identité          | Nuance | Nuance | Qualité |
| ---------------- | ---------------- | ------ | -------- | ----------------- | ------ | ------ | --- |
| 2015             | 2021             | 2015   | 2021     | Sabine Bernasconi |        | LR     | Conseillère municipale de Marseille Ancienne maire du Ier secteur de Marseille (2014→2020) 2ème Vice-Présidente du Conseil départemental Suppléante du député Dominique Tian (2012-2017) |
| 2015             | 2021             | 2015   | 2021     | Yves Moraine      |        | LR     | Conseiller municipal de Marseille Ancien maire du IVe secteur de Marseille (2013→2020) Conseiller départemental délégué                                                                  |
| 2021             | 2027             | 2021   | en cours | Sabine Bernasconi |        | LR     | Conseillère sortante, 7ème Vice-Présidente du conseil départemental |
| 2021             | 2027             | 2021   | en cours | Yves Moraine      |        | LR     | Conseiller sortant, 12ème Vice-Président du conseil départemental |

### Résultats détaillés

#### Élections de mars 2015
À l'issue du 1er tour des élections départementales de 2015, deux binômes sont en ballottage : Sabine Bernasconi et Yves Moraine (Union de la Droite, 37,57 %) et Éric Geronimo et Clémence Parodi (FN, 25,51 %). Le taux de participation est de 47,48 % (23 321 votants sur 49 116 inscrits) contre 48,55 % au niveau départemental et 50,17 % au niveau national.
Au second tour, Sabine Bernasconi et Yves Moraine (Union de la Droite) sont élus avec 70,03 % des suffrages exprimés et un taux de participation de 47,42 % (14 794 voix pour 23 283 votants et 49 097 inscrits).

#### Élections de juin 2021
Le premier tour des élections départementales de 2021 est marqué par un très faible taux de participation (33,26 % au niveau national). Dans le canton de Marseille-12, ce taux de participation est de 37,07 % (18 791 votants sur 50 696 inscrits) contre 32,44 % au niveau départemental. À l'issue de ce premier tour, deux binômes sont en ballottage : Sabine Bernasconi et Yves Moraine (Union au centre et à droite, 36,82 %) et Anne Meilhac et Christian Pellicani (Union à gauche avec des écologistes, 25,99 %).
Le second tour des élections est marqué une nouvelle fois par une abstention massive équivalente au premier tour. Les taux de participation sont de 34,3 % au niveau national, 35,52 % dans le département et 40 % dans le canton de Marseille-12. Sabine Bernasconi et Yves Moraine (Union au centre et à droite) sont élus avec 61,76 % des suffrages exprimés (11 589 voix pour 20 283 votants et 50 706 inscrits),,.

## Composition
| Nom                               | Code Insee | Intercommunalité                   | Superficie (km2) | Population (dernière pop. légale)                 | Densité (hab./km2) | Modifier                                    |
| --------------------------------- | ---------- | ---------------------------------- | ---------------- | ------------------------------------------------- | ------------------ | ------------------------------------------- |
| Marseille (bureau centralisateur) | 13055      | Métropole d'Aix-Marseille-Provence | 240,62           | Fraction : 16 544 (2022) Commune : 877 215 (2022) | 3 646              | modifier les données · modifier les données |
| Canton de Marseille-12            | 1323       |                                    |                  | 76 855 (2022)                                     |                    | modifier les données                        |

Le canton de Marseille-12 comprend la partie de la commune de Marseille non incluse dans les cantons de Marseille-1, Marseille-2, Marseille-3, Marseille-4, Marseille-5, Marseille-6, Marseille-7, Marseille-8, Marseille-9, Marseille-10 et Marseille-11.

## Démographie
En 2022, le canton comptait 76 855 habitants, en évolution de −2,07 % par rapport à 2016 (Bouches-du-Rhône : +2,48 %, France hors Mayotte : +2,11 %).
| 2013   | 2018   | 2022   |
| ------ | ------ | ------ |
| 76 319 | 43 447 | 76 855 |